# 涿州市
涿州市（たくしゅう-し）は、中華人民共和国河北省中部の保定市に位置する県級市。保定市の北部に位置し、首都北京に隣接している。
北京や天津から自動車で至近という地理的条件のため、地価高騰など経済条件が悪化する北京から涿州に拠点を移す企業や機関が相次いでいる。また涿州には「影視城」という巨大なスタジオがあり、テレビドラマの製作と撮影が盛んに行われている。

## 歴史
秦代に設置された涿県を前身とする。漢代には涿郡、三国時代には魏により范陽郡の郡治とされた。624年（武徳7年）に唐朝は范陽県と改称、769年（大暦4年）には新設された涿州の管轄とされた。明朝が成立すると涿県は廃止となり、管轄区域は涿州の直轄とされた。1913年（民国2年）、州制廃止に伴い涿州は涿県に改編、1986年には県級市に昇格し涿州市が成立し現在に至る。
涿州市は中原から北に離れた辺地であったが、後漢末期には劉備・関羽・張飛の三人が涿県で旗揚げしたのを始め、涿州は後漢末の盧植、北魏代に地理書『水経注』を著した地理学者酈道元、禅宗六祖の慧能、宋初代皇帝の趙匡胤、北宋の儒学者邵雍などの人材を次々と輩出している。
清代、涿州は北京から南へ出発して最初に着く州だったことから、乾隆帝は全国巡幸の際に涿州を「天下第一州」と命名している。

## 交通
北京・天津・保定の三都市が形成する三角形の中でも北京寄りに位置する。京広線が駅を涿州市内に置き、北京と河北省都石家荘市を結ぶ高速鉄道・京石高速鉄道も駅を置く予定になっている。
道路網は、京石高速道路が市内を縦断する。また一般国道・G107国道が市内を南北に縦貫し、廊涿高速道路と接続している。南の石家荘からは210km、保定からは89km、北の北京・広安門からは62km。

## 行政区画
3街道、10鎮、1郷と省級経済技術開発区1つを管轄する。
- 街道弁事処：双塔街道、桃園街道、清涼寺街道
- 鎮：松林店鎮、碼頭鎮、東城坊鎮、東仙坡鎮、高官荘鎮、百尺竿鎮、義和荘鎮、刁窩鎮、林家屯鎮、豆荘鎮
- 郷：孫荘郷

## 古跡・観光地
涿州双塔、永済橋、金門閘など。また劉備・関羽・張飛の三人を記念する三義宮や張飛廟などもある。